# مارتین گریملی
مارتین گریملی (انگلیسی: Martyn Grimley؛ زادهٔ ۲۴ فوریهٔ ۱۹۶۳) بازیکن هاکی روی چمن اهل بریتانیا است.
وی در مسابقات کشوری و بین‌المللی در مجموع برندهٔ ۱ مدال طلا، ۱ مدال نقره شده‌است.